# Bouillon Dubos
Pour les articles homonymes, voir Dubos.
Le bouillon Dubos est un milieu de culture semi-défini liquide, non sélectif et enrichi, employé en microbiologie pour la culture des Mycobactéries et notamment des pathogènes du « complexe Mycobacterium tuberculosis ». Il a été mis au point en 1950 par R.J. Dubos et al. sur la base de travaux antérieurs portant sur la croissance des Mycobactéries en milieu liquide,.

## Principe
La base nutritive est assez riche. Elle se compose majoritairement de D-glucose et de L-asparagine, un acide aminé source d'azote. Présente en plus petite quantité, la peptone trypsique de caséine (ou tryptone) est un mélange d'oligopeptides et d'acides aminés libres. Le citrate, intermédiaire clef du cycle de Krebs, est une source d'énergie facilement assimilable. Le glycérol peut servir de nutriment supplémentaire, sauf pour certaines Mycobactéries (notamment M. bovis) dont il inhibe la croissance.
Le polysorbate 80 (commercialisé sous le nom de Tween 80) est un ester d'acide oléique et de sorbitane poly-éthoxylé qui intervient de plusieurs manières dans la croissance des Mycobactéries. Ses propriétés d'agent tensioactif favorisent la dispersion dans le milieu aqueux de ces bactéries dont la surface extérieure est fortement lipophile : en sa présence, les cultures se développent sous forme de suspensions relativement homogènes, sans former de film ni d'agrégats. D'autre part les Mycobactéries sont capables de métaboliser la portion lipidique de ce composé quelque peu similaire aux phospholipides des milieux de culture au jaune d'œuf.
L'albumine sérique, ici bovine, sert d'agent détoxifiant. Elle protège les Mycobactéries contre la toxicité des résidus d'acide oléique présents dans le polysorbate 80 commercial et/ou relargués par hydrolyse de cet ester au cours du stockage et de l'utilisation du milieu. Dubos et al. ont démontré que le sérum humain chauffé (pour inactiver les lipases qu'il contient, susceptibles d'hydrolyser le polysorbate 80) avait le même effet protecteur.
Le citrate de fer(III) ammoniacal couvre les besoins bactériens en fer et l'ion citrate aide à solubiliser les ions Fe3+, Mg2+ et Ca2+ par complexation. De très petites quantités de sulfate de magnésium, de chlorure de calcium, de sulfate de zinc et de sulfate de cuivre fournissent le reste des oligo-éléments.
Le milieu comporte un système tampon formé d'hydrogénophosphate de sodium (Na2HPO4) et de dihydrogénophosphate de potassium (KH2PO4).

## Composition
Pour 1000 mL de milieu :
- hydrogénophosphate de sodium : 2,5 g
- L-asparagine : 2 g
- dihydrogénophosphate de potassium : 1 g
- peptone trypsique de caséine (tryptone) : 500 mg
- polysorbate 80 : 200 mg
- citrate de fer(III) ammoniacal : 50 mg
- sulfate de magnésium (heptahydraté) : 10 mg
- chlorure de calcium (anhydre) : 0,5 mg
- sulfate de zinc (anhydre) : 0,1 mg
- sulfate de cuivre (anhydre) : 0,1 mg
- solution d'additifs thermolabiles :
  - albumine sérique bovine (fraction V) : 5 g
  - D-glucose : 7,5 g
  - sérum salé isotonique (NaCl à 0,85% m/v) : 100 mL

Dubos et al. ont également proposé une version enrichie, adaptée à la multiplication en masse de Mycobactéries sous réserve d'une bonne oxygénation du milieu :
- augmentation de la quantité de sulfate de magnésium (principal facteur limitant dans la formule de base) : 50 mg
- ajout de citrate de sodium (solubilise le magnésium supplémentaire) : 130 mg
- ajout de glycérol : 7,5 mL (nutriment, pour les souches intolérantes supprimer cet ingrédient et augmenter la quantité de glucose à 10 g).

## Préparation
Pour préparer 1000 mL de milieu les ingrédients thermostables sont dissous à chaud dans 900 mL d'eau distillée et la solution est stérilisée à l'autoclave (15 min à 121°C). Après refroidissement partiel jusqu'à < 50°C les 100 mL de solution d'additifs thermolabiles sont ajoutés aseptiquement, par exemple par filtration stérilisante, et le mélange homogénéisé est réparti dans des contenants stériles.